# Journal of Computational Chemistry
Journal of Computational Chemistry (abrégé en J. Comput. Chem.) est une revue scientifique à comité de lecture publiée depuis 1980. Cette revue publie de la recherche originale, des développements en théorie, méthodologie et des applications en l'état dans tous les domaines de la chimie numérique, comprenant entre autres les méthodes ab initio (comme la DFT), semi-empiriques, de la mécanique moléculaire, de la mécanique statistique et de la bio-informatique.
D'après le Journal Citation Reports, le facteur d'impact de ce journal était de 3,589 en 2014. Les directeurs de publication sont Charles L. Brooks III (Université du Michigan, États-Unis), Masahiro Ehara, (Japon), Gernot Frenking (Université de Marburg, Allemagne) et Peter R. Schreiner (Université de Giessen, Allemagne) .